# Torre defensiva de lo Solau d'Espot
La Torre defensiva de lo Solau d'Espot és una obra d'Espot (Pallars Sobirà) inclosa a l'Inventari del Patrimoni Arquitectònic de Catalunya.

## Descripció
Torre de planta rectangular constituïda per quatre pisos amb algunes obertures en els superiors. L'aparell és irregular, de pedra granítica i pissarrosa sense desbastar excepte els angles formats per grans blocs granítics de forma més o menys rectangular. Actualment coberta per un llosat de llicorella a dues aigües.
Es troba adossada a les dependències d'una casa de la que forma part.